# Demetrious Johnson
Demetrious Khrisna Johnson (født 13. august 1986 i Madisonville i Kentucky i USA) er en amerikansk MMA-udøver som siden 2011 har konkurreret i organisationen Ultimate Fighting Championship hvor han den 22. september 2012 blev organisationens første mester i fluevægt Johnson er flere gange blevet kaldet verdens bedste MMA-udøver og har med 11 sejre i træk i titelkampe, organisationens rekord i antal titelforsvar i træk.

## Mixed martial arts career

### Tidlige karriere
Johnson gjorde sin debut indenfor professionel MMA den 28. april, 2007. Han vandt 10 kampe i træk inden han den 24. april 2010 debuterede i organisationen World Extreme Cagefighting (WEC) i en kamp mod Brad Pickett. Pickett vandt kampen via dommerafgørelse. Johnson vandt efterfølgende sine 2 næste kamp i organisationen.

### Ultimate Fighting Championship
I oktober 2010 meddelte UFC's præsident Dana White at søsterorganisationerne WEC og UFC skulle slås sammen i starten af 2011. Johnson fik sin debut i UFC mod Norifumi Yamamoto på UFC 126 den 5. februar, 2011. Johnson vandt kampen på point.
Den 28. maj 2011 mødtes Johnson og Miguel Torres på UFC 130 i en kamp som Johnson vandt på point. Herefter blev det bekræftet at Johnson skulle møde den regerende mester Dominick Cruz i en titelmatch i bantamvægt. De mødtes den 1. oktober 2011 på UFC Live: Cruz vs. Johnson og Cruz vandt kampen på point.
I december 2011 meddelte UFC at Johnson, Ian McCall, Yasuhiro Urushitani og Joseph Benavidez skulle deltage i en turnering i fluevægt for at afgøre hvem som skulle være mester i den nye vægtklasse.
Den 3. marts, 2012 mødtes Johnson og McCall på UFC on FX: Alves vs. Kampmann i en kamp som sluttede uafgjort. De mødtes i en returkamp på UFC on FX: Johnson vs. McCall den 8. juni 2012 og Johnson vandt kampen på point.
På UFC 152 den 22. september 2012 mødtes Johnson och Joseph Benavidez i finalen af flugvægtsturneringen. Johnson vandt kampen på point og blev dermed organisationens første mester i fluevægt.
Johnson mødte John Dodson den 26. januar, 2013 på UFC on Fox: Johnson vs. Dodson. Johnson vandt kampen på point. Den 27. juli, 2013 mødtes Johnson og John Moraga på UFC on Fox: Johnson vs. Moraga i en kamp som Johnson vandt via submission i 5. omgang
På UFC on Fox: Johnson vs. Benavidez 2 den 14. december 2013 mødtes Johnson og Joseph Benavidez for anden gang. Johnson vandt kampen via KO i 1. omgang. Den 14. juni, 2014 mødtes Johnson og Ali Bagautinov på UFC 174 i en kamp som Johnson vandt på point.
Den 27. september 2014 mødtes Johnson og Chris Cariaso på UFC 178 og Johnson vandt kampen via submission i 2. omgang. Næste kamp blev mod Kyoji Horiguchi på UFC 186 den 25. april 2015. Johnson vandt kampen via submission med 1 sekund tilbage af den sidste omgang.
Johnson ogJohn Dodson mødtes for anden gang den 5. september, 2015 på UFC 191. Johnson vandt også denne kamp på point. På UFC 197 den 23. april, 2016 besejredeJohnson Henry Cejudo via TKO i 1. omgang
På The Ultimate Fighter 24 Finale den 3. december, 2016 mødtes Johnson og Tim Elliott i en kamp som Johnson vandt på point. Næste modstander blev Wilson Reis på UFC on Fox: Johnson vs. Reis den 15. april 2017. Johnson vandt kampen via submission och med 10 titelforsvar i træk tangerede han dermed Anderson Silvas rekord over flest antal titelforsvar i træk i organisationens historie.
Johnson og Ray Borg mødtes på UFC 216 den 7. oktober, 2017. Johnson vandt kampen via submission i den 5. omgang og slog dermed rekorden i flest antal titelforsvar i træk.

## Privatliv
Johnson havde en hård barndom; han blev opfostret af sin døve mor og sin grove far. Johnson har aldrig mødt sin biologiske far, "I've never seen a picture of him, not a glimpse, nothing." Hovedårsagen, der hjalp ham til at komme videre fra sin fortid er hans kone, Destiny Johnson. Han siger"she is the best thing that has ever happened to me and without her, life would be incomplete." De blev gift den 11. maj, 2012, i Hawaii. De har 2 sønner: Tyron født i 2013 og Maverick født den 15. april, 2015. Johnson er en aktiv gamer og streamer ofte spil og interagerer med fans på sin populære streaming-platform Twitch.tv, under brugernavnet Mightymouseufc125.

## Mesterskaber og hæder

### MMA
- Ultimate Fighting Championship
  - UFC-Fluevægts-mester (1 gange, eneste, nuværende)
  - Flest succesfulde titelforsvar i Fluevægts-klassens historie (11)
  - Fleste titelforsvar i Fluevægts-klassen i træk (11)
  - Flest succesfulde titelforsvar i UFC's historie (11)
  - UFC-Fluevægts-turnerings-vinder
  - Fight of the Night (2 gange) vs. Ian McCall and John Dodson
  - Performance of the Night (4 gange) vs. Kyoji Horiguchi, Henry Cejudo, Wilson Reis og Ray Borg
  - Submission of the Night (1 gang) vs. John Moraga
  - Knockout of the Night (1 gang) vs. Joseph Benavidez
  - Flest sejre i Fluevægts-klassens historie (13)
  - Flest sejre i træk i Fluevægts-klassen historie (13)
  - 2 - kæmper i UFC, der har fået tildelt Bonus-priser i alle 4 mulige kategorier (Fight, Knockout, Performance & Submission of the Night awards)
- Inside MMA
  - 2012 Breakthrough Fighter of the Year
- Sherdog
  - 2013 All-Violence First Team
  - 2017 Submission of the Year vs. Ray Borg [11]
  - Current #1 Pound for Pound Fighter
- ESPY Awards
  - 2017 Fighter of The Year[12]
- FoxSports.com
  - 2013 Fighter of the Year[13]
- Fight Matrix
  - 2013 Male Fighter of the Year
- MMAJunkie.com
  - 2015 April Submission of the Month vs. Kyoji Horiguchi[14]
- MMA Mania.com
  - UFC/MMA 'Fighter of the Year' 2017 - Top 5 List #3[15]
  - UFC/MMA 'Submission of the Year' 2017 - Top 5 List #1  vs. Ray Borg[16]
- Bleacher Report
  - 2017 Fighter of the Year[17]
  - 2017 Submission of the Year  vs. Ray Borg[17]
- ESPN
  - 2017 Submission of the Year  vs. Ray Borg[18]
- Pundit Arena
  - 2017 Submission of the Year  vs. Ray Borg[19]
- MMA Fighting
  - 2017 Submission of the Year  vs. Ray Borg[20]
- Bloody Elbow
  - 2017 Submission of the Year  vs. Ray Borg[21]
  - 2017 Best Fighter of the Year[21]
- Wrestling Observer Newsletter
  - 2017 Most Outstanding Fighter of the Year

## Rekordliste
| Resultat | Facit  | Modstander                                   | Metode                        | Event                                   | Dato               | Omgange | Tid  | Sted                  | Notering                      |
| -------- | ------ | -------------------------------------------- | ----------------------------- | --------------------------------------- | ------------------ | ------- | ---- | --------------------- | ----------------------------- |
| Sejr     | 27–2–1 | Ray Borg                                     | Submission (armbar)           | UFC 216                                 | 7. oktober 2017    | 5       | 3:15 | Las Vegas             | Forsvarede titlen i Fluevægt. |
| Sejr     | 26–2–1 | Wilson Reis                                  | Submission (armbar)           | UFC on Fox: Johnson vs. Reis            | 15. april 2017     | 3       | 4:49 | Kansas City, Missouri | Forsvarede titlen i Fluevægt. |
| Sejr     | 25–2–1 | Tim Elliott                                  | Enstemmig afgørelse           | The Ultimate Fighter 24 Finale          | 3. december 2016   | 5       | 5:00 | Las Vegas             | Forsvarede titlen i Fluevægt. |
| Sejr     | 24–2–1 | Henry Cejudo                                 | TKO (knän)                    | UFC 197                                 | 23. april 2016     | 1       | 2:49 | Las Vegas             | Forsvarede titlen i Fluevægt. |
| Sejr     | 23–2–1 | John Dodson                                  | Enstemmig afgørelse           | UFC 191                                 | 5. september 2015  | 5       | 5:00 | Las Vegas             | Forsvarede titlen i Fluevægt. |
| Sejr     | 22–2–1 | Skabelon:Lande data yespan Kyoji Horiguchi   | Submission (armbar)           | UFC 186                                 | 25. april 2015     | 5       | 4:59 | Montréal              | Forsvarede titlen i Fluevægt. |
| Sejr     | 21–2–1 | Chris Cariaso                                | Submission (kimura)           | UFC 178                                 | 27. september 2014 | 2       | 2:29 | Las Vegas             | Forsvarede titlen i Fluevægt. |
| Sejr     | 20–2–1 | Skabelon:Lande data Ryssland Ali Bagautinov  | Enstemmig afgørelse           | UFC 174                                 | 14. juni 2014      | 5       | 5:00 | Vancouver             | Forsvarede titlen i Fluevægt. |
| Sejr     | 19–2–1 | Joseph Benavidez                             | KO (slag)                     | UFC on Fox: Johnson vs. Benavidez 2     | 14. december 2013  | 1       | 2:08 | Sacramento            | Forsvarede titlen i Fluevægt. |
| Sejr     | 18–2–1 | John Moraga                                  | Submission (armbar)           | UFC on Fox: Johnson vs. Moraga          | 27. juli 2013      | 5       | 3:43 | Seattle               | Forsvarede titlen i Fluevægt. |
| Sejr     | 17–2–1 | John Dodson                                  | Enstemmig afgørelse           | UFC on Fox: Johnson vs. Dodson          | 26. januar 2013    | 5       | 5:00 | Chicago               | Forsvarede titlen i Fluevægt. |
| Sejr     | 16–2–1 | Joseph Benavidez                             | Split decision                | UFC 152                                 | 22. september 2012 | 5       | 5:00 | Toronto               | Blev UFC-mester i FLuevægt.   |
| Sejr     | 15–2–1 | Ian McCall                                   | Enstemmig afgørelse           | UFC on FX: Johnson vs. McCall           | 8. juni 2012       | 3       | 5:00 | Fort Lauderdale       |                               |
| Uafgjort | 14–2–1 | Ian McCall                                   | Uafgjort (majoritet)          | UFC on FX: Alves vs. Kampmann           | 3. marts 2012      | 3       | 5:00 | Sydney                | Debut i flugvikt.             |
| Nederlag | 14–2   | Dominick Cruz                                | Enstemmig afgørelse           | UFC Live: Cruz vs. Johnson              | 1. oktober 2011    | 5       | 5:00 | Washington D.C.       | Titelmatch i bantamvikt.      |
| Sejr     | 14–1   | Miguel Torres                                | Enstemmig afgørelse           | UFC 130                                 | 28. maj 2011       | 3       | 5:00 | Las Vegas             |                               |
| Sejr     | 13–1   | Skabelon:Lande data yespan Norifumi Yamamoto | Enstemmig afgørelse           | UFC 126                                 | 5. februar 2011    | 3       | 5:00 | Las Vegas             |                               |
| Sejr     | 12–1   | Damacio Page                                 | Submission (giljotin)         | WEC 52                                  | 11. november 2010  | 3       | 2:27 | Las Vegas             |                               |
| Sejr     | 11–1   | Nick Pace                                    | Enstemmig afgørelse           | WEC 51                                  | 30. september 2010 | 3       | 5:00 | Broomfield            |                               |
| Nederlag | 10–1   | Brad Pickett                                 | Enstemmig afgørelse           | WEC 48                                  | 24. april 2010     | 3       | 5:00 | Sacramento            |                               |
| Sejr     | 10–0   | Jesse Brock                                  | KO (spark)                    | AFC 68                                  | 10. februar 2010   | 1       | 1:06 | Anchorage             |                               |
| Sejr     | 9–0    | Frankie Mendez                               | Submission (rear-naked choke) | KOTC: Thunderstruck                     | 15. august 2009    | 1       | 4:38 | Everett               |                               |
| Sejr     | 8–0    | Louis Contreras                              | Submission (rear-naked choke) | Genesis: Rise of Kings                  | 27. juni 2009      | 1       | -    | Shoreline             |                               |
| Sejr     | 7–0    | Forrest Seabourn                             | Submission (rear-naked choke) | Genesis: Cold War                       | 6. december 2008   | 1       | -    | Bellevue              |                               |
| Sejr     | 6–0    | Jose Garza                                   | Submission (armbar)           | AXFC 22: Last Man Standing              | 16. august 2008    | 2       | 1:56 | Lynnwood              |                               |
| Sejr     | 5–0    | Louis Contreras                              | Submission (keylock)          | USA MMA: Northwest Fighting Challenge 6 | 29. marts 2008     | 1       | -    | Tumwater              |                               |
| Sejr     | 4–0    | Eric Alvarez                                 | Enstemmig afgørelse           | AXFC 20: March Madness                  | 8. marts 2008      | 5       | 5:00 | Lynnwood              |                               |
| Sejr     | 3–0    | Jeff Bourgeois                               | Enstemmig afgørelse           | AXFC 18: The Art of War                 | 22. september 2007 | 3       | 5:00 | Lynnwood              |                               |
| Sejr     | 2–0    | Pedro Mercado                                | TKO (slag)                    | KOTC: No Holds Barred                   | 14. juli 2007      | 1       | 1:25 | Porterville           |                               |
| Sejr     | 1–0    | Brandon Fieds                                | KO (slag)                     | AXFC 16: Annihilation                   | 28. april 2007     | 1       | 0:17 | Everett               |                               |